# Flatholmen (Austevoll)
Pour les articles homonymes, voir Flatholmen (homonymie).
Flatholmen est une île norvégienne dans le comté de Hordaland. Elle appartient administrativement à Austevoll.

## Géographie
Rocheuse et couverte par parcelles d'une légère végétation, elle s'étend sur environ 311 m de longueur pour une largeur approximative de 163 m. Elle comporte un lac en son centre.